# Joe Cobb
Joe Frank Cobb (Shawnee, Oklahoma, 7 de noviembre de 1916-Santa Ana, California, 21 de mayo de 2002) fue un actor infantil de nacionalidad estadounidense, conocido por su trabajo en los cortometrajes cómicos de La Pandilla entre 1922 y 1929. Algunas fuentes, como la primera edición (1977) de Our Gang The Life And Times of The Little Rascals, documentan que nació en 1917.

## Biografía
Nacido en Shawnee (Oklahoma), a los cinco años de edad Cobb pasó pruebas para la serie de comedias del productor Hal Roach. En total actuó en 86 episodios de La Pandilla a lo largo de siete años, y tuvo tres actuaciones como artista invitado en el serial en la década de 1930. 
Su primer corto con La Pandilla fue The Big Show. Cobb también actuó en el último film mudo de la serie, Saturday's Lesson, así como en el primero sonoro, Small Talk. Su último corto como miembro regular de La Pandilla fue Lazy Days, pero volvió más adelante para hacer cameos en otras tres cintas: Fish Hooky, Pay as You Exit, y Reunion in Rhythm.
Tras finalizar su carrera de actor a principios de la década de 1940, Cobb trabajó como montador de la empresa North American Aviation, una división de Rockwell International. Se retiró en 1981.
Joe Cobb falleció por causas naturales en 2002 en Santa Ana (California). Fue enterrado en el Cementerio Forest Lawn Memorial Park de Glendale (California).